# 台湾刘寄奴
台湾刘寄奴（学名：Nemosenecio formosanus）为菊科羽叶菊属的植物。分布在台灣、日本等地，生长于海拔2,300米至2,900米的地区，多生于潮湿山坡，目前尚未由人工引种栽培。
其种加词“formosanus”意为“台湾的”。

## 异名
- Senecio formosanus (Sasaki) Kitamura
- Senecio formosanus Kitam.
- Senecio nikoensis subsp. formosanus Sasaki
- Senecio nikoensis var. formosanus Sasaki, 1929